# Совершенное пространство
Совершенное топологическое пространство — топологическое пространство, в котором каждое замкнутое множество является Gδ-множеством, то есть представимо в виде счётного пересечения открытых множеств.
Э. Майкл в 1953 году доказал, что совершенные пространства выдерживают умножение на метризуемые, т. е. имеет место следующая теорема: произведение {\displaystyle X\times Y} совершенного пространства {\displaystyle X} и метризуемого пространства {\displaystyle Y} есть совершенное пространство.
Известно, что сами нормальность и наследственная нормальность не сохраняются при умножении на метризуемое пространство, однако произведение совершенно нормального пространства {\displaystyle X} и метризуемого пространства {\displaystyle Y} остаётся совершенно нормальным!

## Примеры
1. Прямая {\displaystyle \mathbb {R} }, отрезок {\displaystyle \mathbb {I} }, евклидово пространство {\displaystyle \mathbb {R} ^{n}} и более общо — любое метризуемое пространство.
2. Плоскость Немыцкого {\displaystyle L} является примером тихоновского совершенного неметризуемого пространства.